# RF 안테나 이온원
RF 안테나 이온원 (또는 무선 주파수 안테나 이온원)은 약 30 - 40 mA 전류의 입자 빔을 생성할 수 있는 내부 멀티 교두 디자인이다. 그것은 고 에너지 입자 물리 및 가속기 실험실에서 사용된다. 이전 RF 안테나는 높은 RF 전력에서 안테나 부근에 법랑 코팅을 관통한다. 이 문제는 약 1 mm 두께의 코팅으로, 이산화 티탄의 10층 코팅 개발 단계에서 수정되었다.

## 같이 보기
- 이온원
- 입자 가속기